# 郭家镇 (重庆市)
郭家镇，是中华人民共和国重庆市开州区下辖的一個乡镇级行政单位。

## 行政区划
郭家镇下辖以下地区：
长店社区、花园桥社区、盆丰村、羊岭村、普渡村、大西村、桑坪村、毛成村、津关村、团包村、慈林村和麒龙村。